# NORAD Tracks Santa
NORAD Tracks Santa ist eine jährliche Aktion zum Thema Weihnachten, die vom North American Aerospace Defense Command (kurz NORAD), einer binationalen Organisation der Vereinigten Staaten und Kanadas, ausgerichtet wird. Es wird die Verfolgung der Route des Weihnachtsmanns simuliert, der angeblich den Nordpol verlässt und auf seiner Mission, jedes Jahr an Heiligabend Geschenke an Kinder zu liefern, um die Welt reist. Die Videos der „Santa-Cam“ sind computergenerierte Bilder des Weihnachtsmanns, der in seinem Schlitten über bekannte Sehenswürdigkeiten Nordamerikas fliegt, mit Voice-Overs, die hauptsächlich von NORAD-Mitarbeitern stammen.

## Geschichte

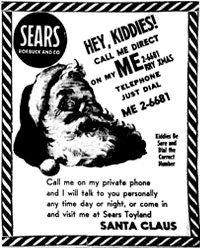
Angeblich falsches Werbeplakat

Am 24. Dezember 1948 gab die United States Air Force ein Kommuniqué heraus, in dem sie behauptete, ein „Frühwarn-Radarnetz im Norden“ habe „einen nicht identifizierten Schlitten, angetrieben von acht Rentieren, in 14.000 Fuß Höhe, Kurs 180 Grad“ entdeckt. Die Associated Press gab diesen „Bericht“ an die breite Öffentlichkeit weiter. Es war das erste Mal, dass die Streitkräfte der Vereinigten Staaten an Heiligabend eine Erklärung über die Verfolgung des Schlittens des Weihnachtsmanns abgaben, obwohl es sich um ein einmaliges Ereignis handelte, das sich in den nächsten Jahren nicht wiederholen sollte.
Das Programm entstand vor der eigentlichen Gründung von NORAD als jährliche Veranstaltung am 24. Dezember 1955. Der Legende nach schaltete ein Sears-Kaufhaus eine Anzeige in der Zeitung The Gazette in Colorado Springs, in der Kindern mitgeteilt wurde, dass sie den Weihnachtsmann unter der Nummer ME 2-6681 anrufen könnten. Angeblich kam ein Anruf beim Continental Air Defense Command (CONAD) in Colorado Springs an, da eine Ziffer falsch gedruckt worden war.

### Ältere Version
In einigen Versionen der Geschichte gingen die Anrufe bei der „roten Telefon“-Hotline ein, die CONAD direkt mit den Befehlsbehörden des Strategic Air Command verband. Oberst Harry Shoup, der diensthabende Kommandant, nahm den ersten Anruf entgegen und sagte angeblich seinen Untergebenen, sie sollten allen Kindern, die noch anrufen sollten, einen erfundenen „aktuellen Standort“ für den Weihnachtsmann geben.
Shoup reagierte schroff auf den Anruf des Kindes und es gingen keine weiteren Anrufe im Zusammenhang mit dem Weihnachtsmann bei CONAD ein. Eine genauere Beschreibung der Ereignisse von 1955 scheint zu sein, dass am 30. November ein Kind versuchte, den Weihnachtsmann unter einer in der Sears-Werbung angegebenen Hotline-Nummer zu erreichen, die Nummer falsch wählte und stattdessen Shoup an seinem Schreibtisch bei CONAD erreichte. Als jedoch ein Mitarbeiter von Shoup im Dezember ein Bild des Weihnachtsmanns auf einer Tafel platzierte, die zur Verfolgung nicht identifizierter Flugzeuge verwendet wurde, sah Shoup eine PR-Möglichkeit für CONAD und bat den PR-Beauftragten von CONAD, Colonel Barney Oldfield, die Presse darüber zu informieren, dass CONAD den Schlitten des Weihnachtsmanns verfolge. In seiner Pressemitteilung fügte Oldfield hinzu, „CONAD, Army, Navy und Marine Air Forces würden den Weihnachtsmann und seinen Schlitten auf seiner Reise in die und aus den USA weiterhin verfolgen und bewachen, um mögliche Angriffe derer zu verhindern, die nicht an Weihnachten glauben.“

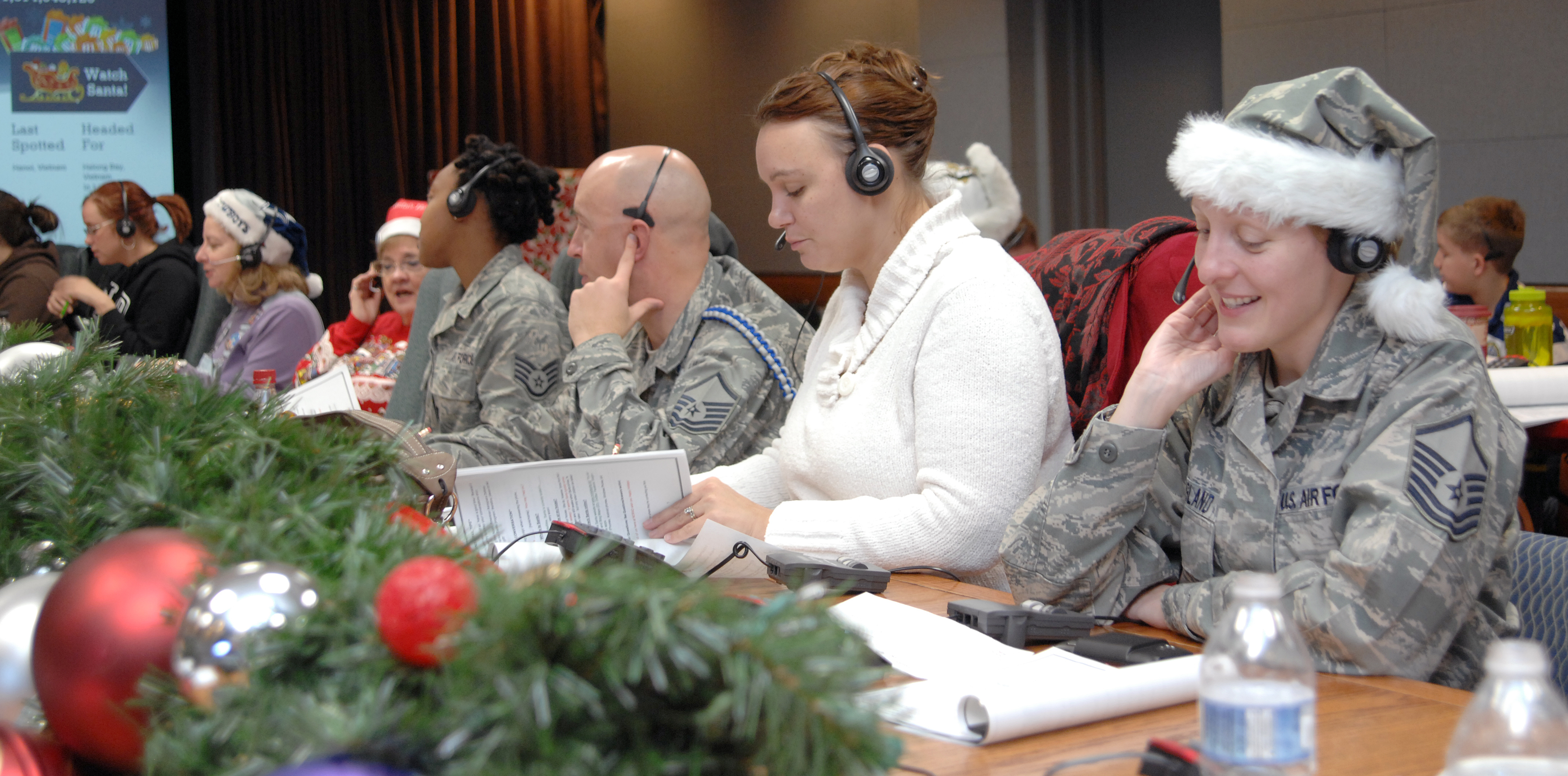

In den folgenden Jahren begann sich die Legende um die Entstehung des alljährlichen Events zu wandeln. Bis 1961 war Shoups Version der Geschichte, dass er nicht schroff zu dem Kind gewesen war, sondern sich stattdessen als Weihnachtsmann identifiziert hatte, als er mit dem Kind am Telefon sprach. Shoup und seine Familie modifizierten die Geschichte später weiter und fügten hinzu, das Kind habe das „rote Telefon“ angewählt – eine Unmöglichkeit, da die Hotline durch ein beiliegendes Kabel mit dem Strategic Air Command verbunden war und sich niemand von außen einwählen konnte – anstelle des normalen Telefons auf Shoups Schreibtisch. Ein Druckfehler in einer Anzeige sei es gewesen, der das Kind veranlasste, ihn anzurufen, es habe nicht die Nummer falsch gewählt. Im Übrigen sei am Heiligabend 1955 eine Flut von Anrufen von Kindern eingegangen und nicht von nur einem Kind am 30. November.
Shoup hatte nicht die Absicht, die Aktion 1956 zu wiederholen, aber Oldfield teilte ihm mit, dass Associated Press und United Press International auf Berichte warteten, dass CONAD erneut behauptete, den Weihnachtsmann zu verfolgen. Shoup stimmte zu, dass Oldfield es erneut ankündigen sollte, und die jährliche Tradition war geboren.
1958 übernahm das North American Aerospace Defense Command (NORAD) die Verantwortung für die Berichterstattung von CONAD, und die Berichterstattung wurde im Laufe der Jahre immer ausgefeilter. Am 24. Dezember 1960 lieferte beispielsweise der nördliche Kommandoposten von NORAD in Saint-Hubert, Québec, Kanada, regelmäßige Aktualisierungen eines angeblichen Schlittens, der von „S. Claus“ betrieben wurde und den er als „zweifellos freundlich“ identifizierte. Während des Abends behauptete NORAD, der Schlitten sei auf dem Eis der Hudson Bay notgelandet, wohin ein Abfangjäger der Royal Canadian Air Force (RCAF) angeblich zur Untersuchung geschickt worden war und den Weihnachtsmann entdeckt habe, der den Vorderfuß seines Rentiers „Dancer“ bandagierte, woraufhin die Flugzeuge der RCAF ihn bei seiner Weiterreise eskortiert haben sollen.
Schließlich veröffentlichte NORAD, das 1981 in North American Aerospace Defense Command umbenannt wurde, offen eine Hotline-Nummer, die die breite Öffentlichkeit anrufen konnte, um Updates über den angeblichen Fortschritt des Weihnachtsmanns zu erhalten.

### Neuere Geschichte

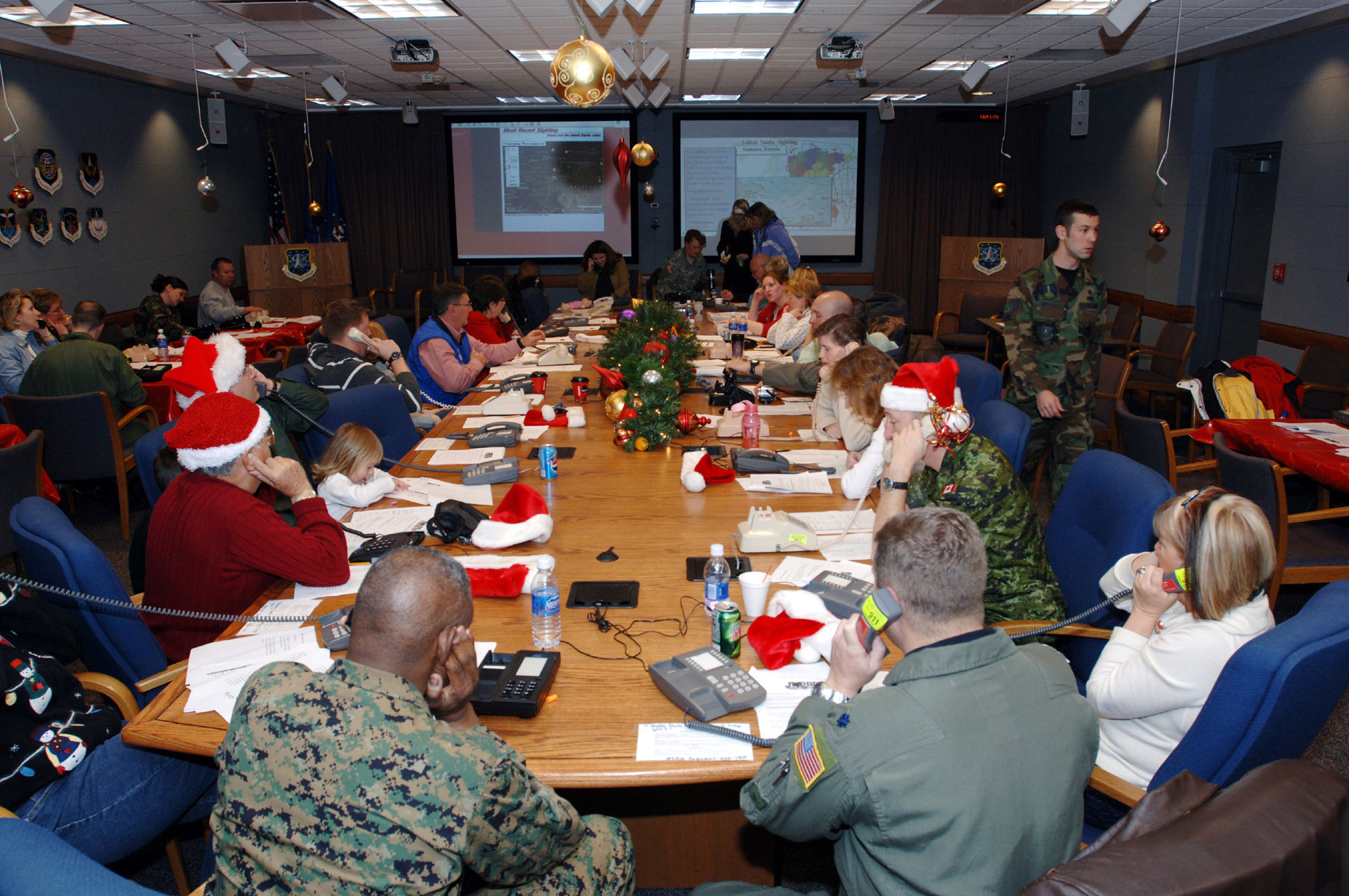
Blick auf Freiwillige

NORAD arbeitet inzwischen mit Freiwilligen, um das Programm zu ermöglichen. Jeder Freiwillige bearbeitet etwa 40 Telefonanrufe pro Stunde. Insgesamt werden mehr als 12.000 E-Mails und mehr als 100.000 Telefonanrufe aus über zweihundert Ländern und Gebieten beantwortet. Die meisten dieser Kontakte finden während der 20 Stunden von 4 Uhr morgens am 24. Dezember bis Mitternacht gemäß der MST am 25. Dezember statt. Eine Website wurde eingerichtet, um Internetnutzern den Zugang zum Projekt zu ermöglichen. NORAD simuliert nicht nur die Verfolgung des Schlittens des Weihnachtsmanns, sondern teilt dem Benutzer auch die genaue Anzahl der Geschenke mit, die er zu jedem Zeitpunkt an Heiligabend „ausliefert“. NORAD beginnt um 12:00 Uhr MST mit der „Verfolgung“.
Seit Dezember 2007 wird Google Analytics zur Analyse der Besuche auf der Website verwendet. Als Ergebnis dieser Analyseinformationen kann das Programm den Bedarf an freiwilligem Personal, Telefonausrüstung und Computerausrüstung für Heiligabend prognostizieren. Zu den Freiwilligen gehören militärisches und ziviles Personal von NORAD.
2014 beantwortete NORAD mehr als 100.000 Anrufe. Im Jahr 2015 meldeten sich mehr als 1.200 US-amerikanische und kanadische Militärangehörige freiwillig, um die Telefonleitungen zu besetzen.
Im Jahr 2018 waren trotz des Government Shutdowns der US-Bundesregierung mehr als 1.500 Freiwillige an den Telefonleitungen tätig.
Im Jahr 2020 kündigte NORAD an, den Santa Tracker trotz der COVID-19-Pandemie fortzusetzen. Sie würden mit einer begrenzten Anzahl von Freiwilligen arbeiten, die Anrufe entgegennehmen, und einige Leute, die versuchen, die Santa-Tracking-Hotline zu erreichen, würden eine automatische Nachricht erhalten. Die 3D-Darstellung des Weihnachtsmanns auf dem Tracker zeigte ihn mit einer Maske in seinem Schlitten.

## Website und weitere Medien

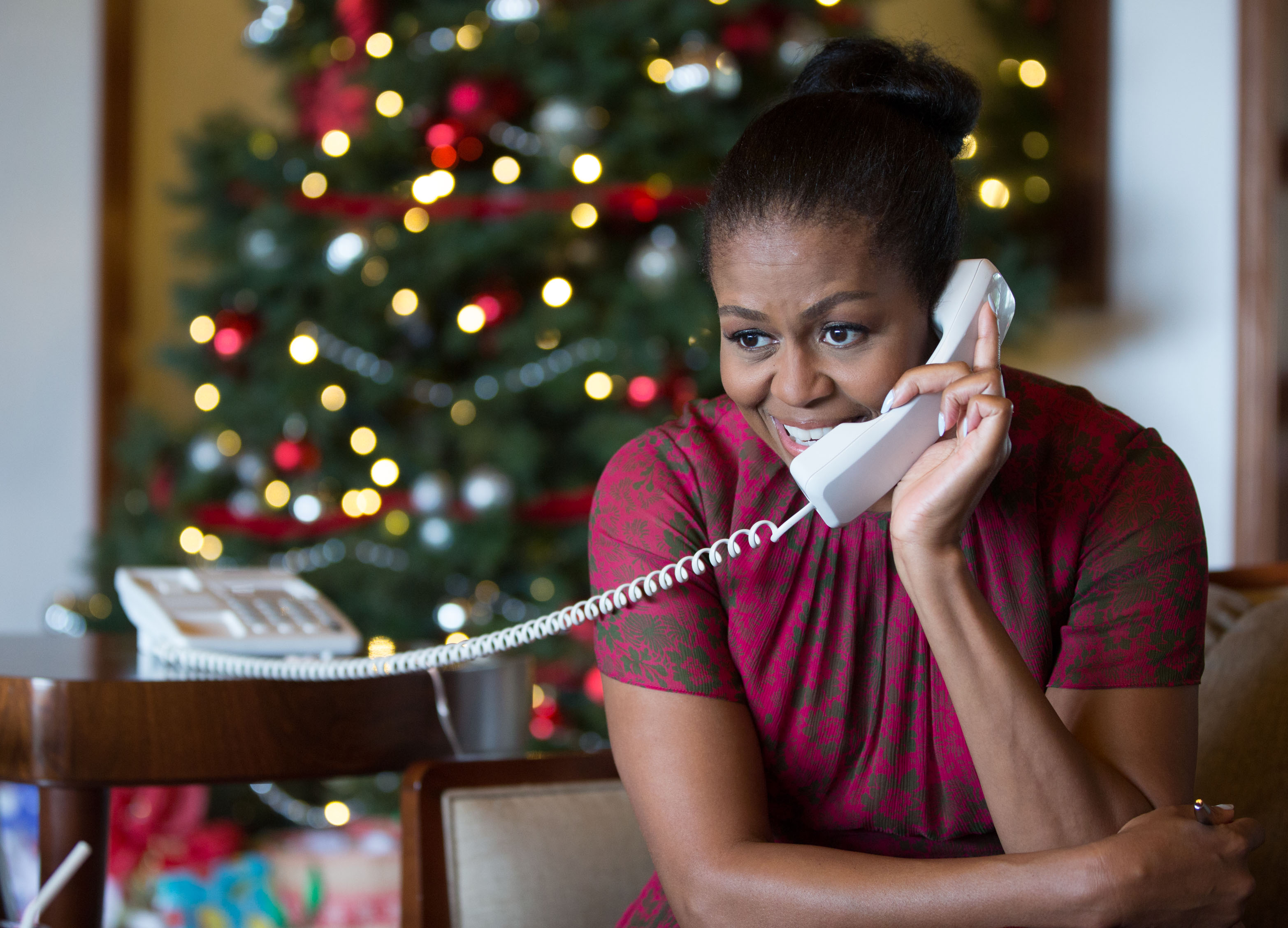
Michelle Obama in der Hotline

Das NORAD-Tracks-Santa-Programm nutzte von Anfang an verschiedene Medien. Von den 1950er Jahren bis 1996 wurden überwiegend Telefon, Zeitungen, Radio, Schallplatten und das Fernsehen genutzt; insbesondere behandeln viele nordamerikanische Sender das Programm innerhalb der Wettervorhersage an Heiligabend. Seit 1997 wird im Internet intensiv dafür geworben, insbesondere über soziale Medien und Mobiltelefone. Das Layout der Website der Show hat sich im Laufe der Jahre im Zusammenhang mit der Entwicklung der Internettechnologie und in Bezug auf die Sponsoren mehrmals geändert.
An Heiligabend wird die Website von NORAD Tracks Santa normalerweise stündlich aktualisiert, immer wenn in einer anderen Zeitzone Mitternacht ist. Die Videos für jede „Santa Cam“ zeigen CGI-Aufnahmen des Weihnachtsmanns, der an berühmten Sehenswürdigkeiten in verschiedenen Städten vorbeifliegt. Es gibt auch mobile Apps.

## Sponsoren
NORAD Tracks Santa wird durch Unternehmenssponsoring finanziert.

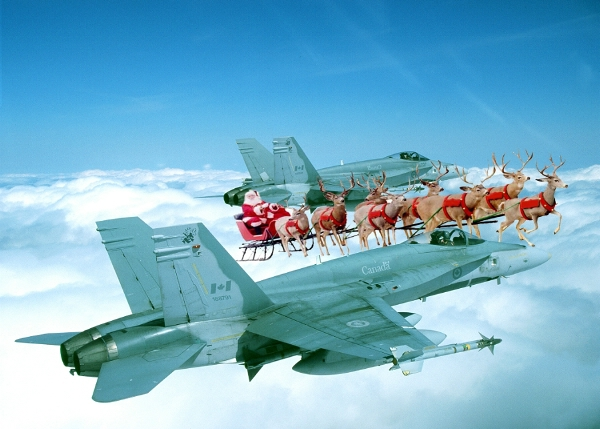
Canada NORAD Jet Fighters begleiten Santa 2008

US-Militäreinheiten und die kanadischen Streitkräfte machten Werbung für das Programm, ebenso wie andere US-Bundesbehörden, einschließlich NASA und NOAA. Die ehemalige US-First Lady Michelle Obama nahm von 2009 bis 2016 an dem Programm teil und beantwortete Telefonanrufe.
Laut Gerry Bowler, Geschichtsprofessor an der Universität von Manitoba, ist das NORAD-Tracks-Santa-Programm „eine der wenigen modernen Ergänzungen zur jahrhundertealten Geschichte des Weihnachtsmanns, die überlebt hat“. Bowler merkte an, dass die Aktion „einen wesentlichen Aspekt der Weihnachtsgeschichte – seine Reisen am Weihnachtsabend – aufnimmt und durch eine technologische Linse betrachtet“, wodurch die Legende des Weihnachtsmanns in die Moderne gebracht werde.